# Battaglia navale di Malta
La battaglia navale di Malta fu combattuta durante le guerre dei Vespri siciliani. Ha avuto luogo l'8 giugno 1283 di fronte a Malta, nel Porto Grande, quando una flotta aragonese-siciliana comandata da Ruggero di Lauria sconfisse una flotta del Regno angioino di Napoli, composta da una ventina di galee comandate dagli ammiragli provenzali Barthélemy Bonvin e Guillaume Cornut, che morì in battaglia.

## Premesse
Nel 1282 l'influente nobile siciliano Giovanni da Procida, che fu medico di re Manfredi, organizzò una rivolta generale contro gli angioini, scoppiata il 30 marzo 1282 e nota come Vespri Siciliani. I francesi sull'isola furono uccisi e i ribelli proclamarono il governo della Chiesa, ma ottennero un rifiuto da Papa Martino IV che li disconobbe. Carlo d'Angiò sbarcò sull'isola e assediò Messina per cercare di avanzare poi verso il centro dell'isola, mentre una delegazione di ribelli andò in cerca di Pietro III d'Aragona, che si trovava in nord Africa, a Djerba per la spedizione di Tunisi, e gli offrì la corona del Regno di Sicilia, visto che era sposato con Costanza II di Sicilia, figlia di Manfredi. Pietro sbarcò a Trapani il 29 agosto quando la città stava per arrendersi ed entrò a Palermo il giorno successivo, levando l'assedio a Messina. Carlo di Valois tornò a Napoli il 26 settembre 1282. Le truppe angioine furono sconfitte nella battaglia di Nicotera dalla flottiglia di Pedro de Queralt i Anglesola, perdendo ventidue galere francesi e quattromila uomini, e il controllo sullo Stretto di Messina.

## La battaglia
Gli abitanti di Malta si erano ribellati e gli Angioini si erano rifugiati nel Castello del Mare (Forte Sant'Angelo) nel porto di La Valletta.
L'ammiraglio Ruggiero di Lauria sapeva che le galere angioine di Carlo II d'Angiò comandate dagli ammiragli provenzali Barthélemy Bonvin e Guillaume Cornut erano andate in soccorso della Cittadella (Forte Sant'Angelo) di Birgu a Malta, assediata dagli Aragonesi guidati dai fratelli Lancia, Corrado e Manfredi, e andò loro incontro con galee presidiate dai siciliani e balestrieri almogàver catalani e, incontrandosi nel porto il 7 giugno 1283, inviò un messaggio per chiedere la resa.
La sera si mise in contatto con un assediante e inviò una barca di sentinella nel porto. Gli fu riferito che le galere angioine erano spiaggiate sotto le mura del Castello del Mare. Ruggiero trasferì le sue galee in fila sulla linea all'ingresso del porto, mettendo a tacere le barche di guardia durante la manovra, e collegando assieme le sue navi. Il giorno dopo, all'alba, ordinò a una tromba di suonare la sfida. La ragione di questo non è chiara; forse voleva dimostrare il coraggio e l'audacia dei suoi equipaggi o impedire a chiunque di dire che non avrebbe potuto vincere se il nemico non fosse stato addormentato, ma dal momento che attaccò poi un nemico che dormiva, sembrerebbe che lo abbia fatto per dirigere gli angioini verso la sua posizione di combattimento già preparata. Sarebbe stato difficile per lui attaccare nei confini del porto, e lui avrebbe comunque perso l'elemento sorpresa. Inoltre le galere spiaggiate erano quasi impossibili da sconfiggere in combattimento ravvicinato, in quanto potevano essere continuamente rafforzate da riva.
Gli equipaggi angioini si precipitarono a lanciare le loro galee, muovendosi in maniera disorganizzata. Ruggiero di Lauria prima utilizzò i suoi arcieri catalani, per finire col combattimento corpo a corpo.
Combatterono nelle acque del porto e, a mezzogiorno, l'ammiraglio Gugliermo Cornut, vedendo la sua sconfitta, tentò di speronare la nave capitana di Ruggiero di Lauria, abbordandola di prua e morendo in combattimento sulla coperta, in singolar tenzone con Ruggiero.
Bonvin riuscì a sfondare la linea con alcune galee e fuggì.
La morte di Cornut significò la vittoria aragonese, la cattura di dieci galee, e la resa delle isole di Gozo, Malta e Lipari, mentre la flotta si diresse in Sicilia per evitare uno sbarco angioino sull'isola.

## Conseguenze
Ruggiero di Lauria, allestita la flotta, si preparò per attaccare la flotta angioina verso Napoli.